# Basler Läckerli

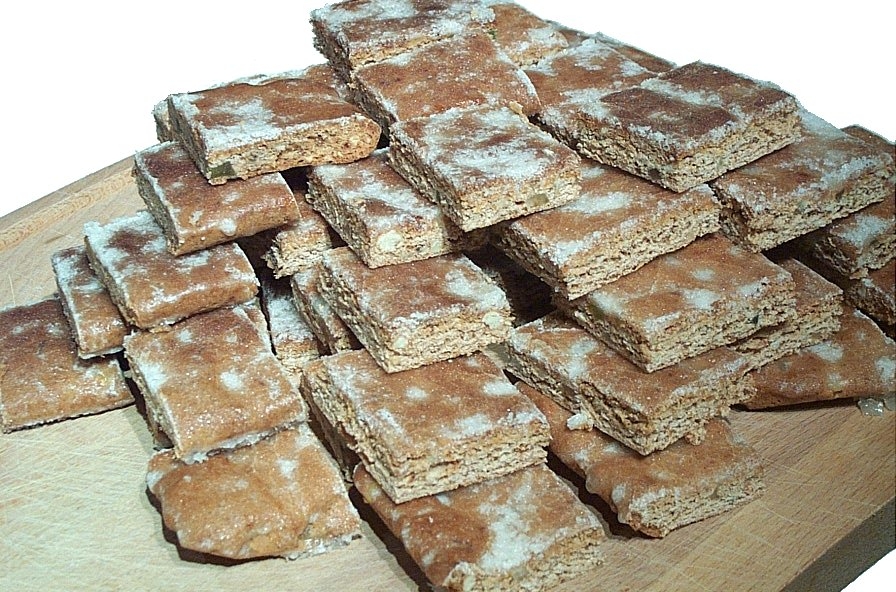
Basler Läckerli

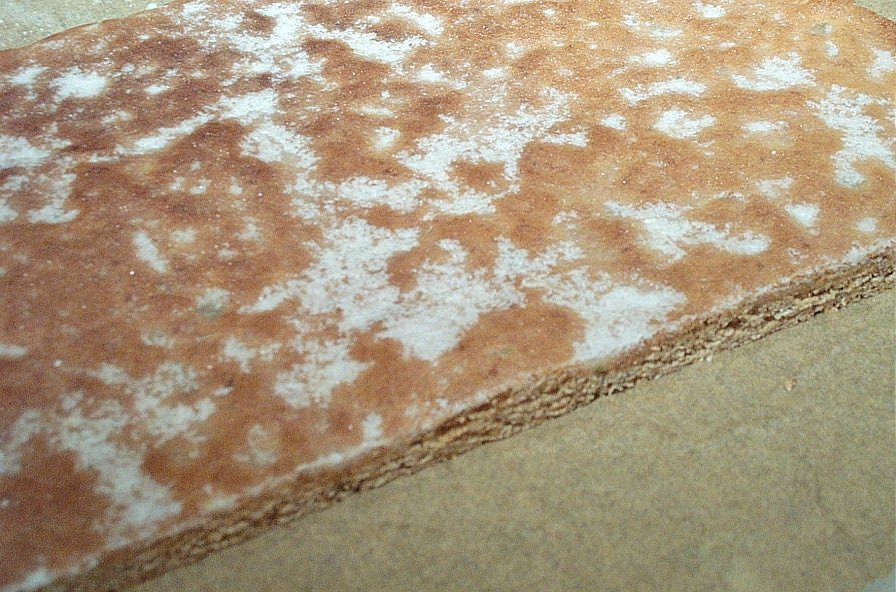
Der frisch angeschnittene Teig

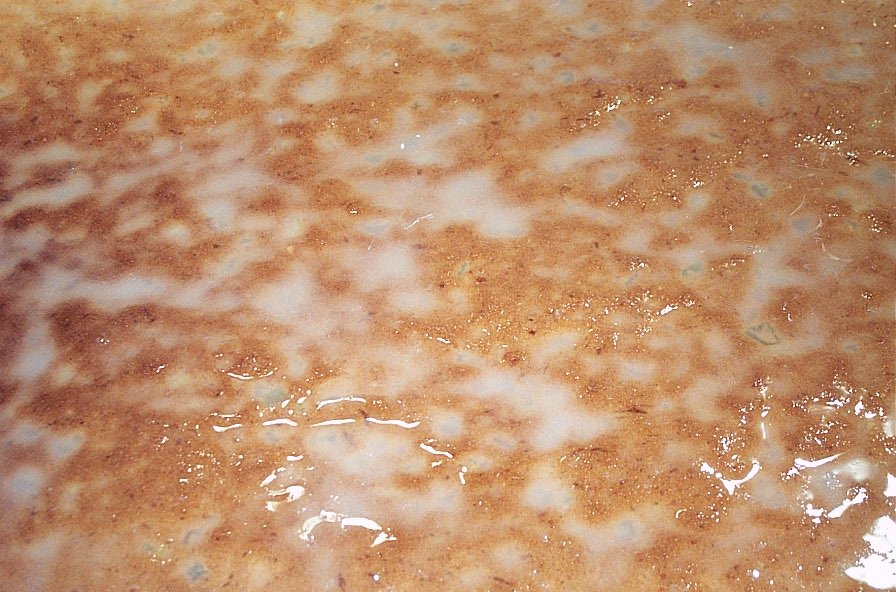
Die Zuckerglasur, welche das bekannte Wolkenmuster macht

Basler Läckerli oder Basler Leckerli ist ein traditionelles lebkuchenartiges Gebäck aus der Schweiz, das nach dem ursprünglichen Herstellungsort, der Stadt Basel, benannt ist.

## Rezeptur
Basler Läckerli werden unter anderem aus Weizenmehl, Honig, kandierten Früchten (Orangeat, Zitronat) und Nüssen (Haselnüsse, Mandeln) hergestellt. Der Teig wird flach ausgewallt, gebacken, danach mit einer Zuckerglasur überpinselt und noch warm in nicht zu kleine rechteckige Stücke (die Läckerli) geschnitten.

## Geschichte
Als der Handel mit orientalischen Gewürzen im 11. Jahrhundert Europa erreichte, begannen zuerst die zahlungskräftigen Klöster, die Honiggebäcke damit zu würzen. Diese Sitte verbreitete sich allmählich in die Städte, wo in der Schweiz im 15. Jahrhundert das Gewerbe der Lebküchner entstand. Ab dem 17. Jahrhundert tauchen erste unterschiedliche Lebkuchen- und Leckerli-Rezepte in den Kochbüchern auf. «Läckerli» beziehungsweise «Läckerle» sind oder waren in Süddeutschland und der Deutschschweiz weit verbreitet. Das Wort ist erstmals 1591 aus Augsburg bezeugt («111 Leckherle zu 4 Kreuzer und 324 andere Leckherle zu 3 Kreuzer»); das erste Schweizer Läckerli-Rezept findet sich im 1621 angelegten Handbuch des Berner Stadtarztes Abraham Schneuwly («Frauw Anna Von Hallweil Läckerlein zu machen»). Weitere frühe Läckerlirezepte sind aus St. Gallen (1640), Zofingen (1677), Schaffhausen (1684), Graubünden (1689) und Zürich (Ende des 17. Jahrhunderts) bezeugt. In Basel erscheinen die Läckerli erstmals in einer Abrechnung der Gartnernzunft vom 10. Oktober 1711, wo «3 Blatten Läckerlin» erwähnt werden; zuvor galt in den Rezeptbüchern (wie anderswo) die Bezeichnung Lebküchlein. Ein anderes älteres Wort war Nüerebäärgerli («Nürnbergerlein»).
Die verbreitete Legende, dass die Basler Läckerli im 15. Jahrhundert für die Mitglieder des Basler Konzils kreiert wurden, muss als falsch angesehen werden. Die Zoll- und Kaufhausakten im Staatsarchiv Basel-Stadt besagen, dass wesentliche Zutaten für das Basler Läckerli im 15. Jahrhundert in Basel noch nicht auf dem Markt waren.

## Schreibweise und Wortherkunft
Wie bei vielen Bezeichnungen dialektalen Ursprungs gibt es verschiedene Schreibweisen. Der baseldeutschen Aussprache [lækːəʀlɪ] entspricht nach den Regeln der Dieth-Schreibung die Schreibung Läggerli. Sowohl das «Baseldeutsch-Wörterbuch» von Rudolf Suter als auch das «Neue Baseldeutsch-Wörterbuch» von Markus Gasser et al. empfehlen folglich diese Schreibweise für im Dialekt geschriebene Texte. Der Rechtschreibduden erachtet für die Standardsprache die Schreibung Leckerli als korrekt, das Dudenbändchen Schweizerhochdeutsch führt die Schreibungen Läckerli und Leckerli an. In Basel wird meist Läckerli geschrieben, auch von einem grossen Hersteller des Gebäcks und von der «Basler Zeitung». Bereits die erste amtliche Erwähnung von 1720 (also lange vor der Vereinheitlichung und Regulierung der deutschen Rechtschreibung) lautete Basler Läckerli. Demgegenüber bewirbt ein anderer Hersteller, der sich selbst als die älteste noch existierende Biskuit-Manufaktur der Schweiz bezeichnet, sein Produkt als Leckerly.
Das Substantiv Läggerli leitet sich wohl vom (heute im Schweizerdeutschen wenig üblichen) Verb lägge «lecken» ab und bedeutete damit ursprünglich «Süssigkeit» oder «Zuckergebäck»; man vergleiche die zum gleichbedeutenden schläcke «schlecken» gebildeten Wörter Schläckwaar «Schleckware» und Schläckzüüg «Schleckzeug» für Süssigkeit überhaupt. Damit kann auch die Rezeptur ganz unterschiedlich sein; die Züriläckerli beispielsweise sind aus Marzipan gefertigt.

## Hersteller
Läckerli werden von verschiedenen Produzenten hergestellt, sowohl industriell wie auch in Handarbeit, insbesondere von zahlreichen Basler Bäckereien. Die exakten Rezepte variieren.
Auf die Läckerliproduktion spezialisiert respektive bekannteste Hersteller sind:
- Läckerli Huus, gegründet 1904 an der Breisacherstrasse, Produktion ab 1906 in Münchenstein, seit 2014 in Frenkendorf, nach eigenen Angaben Manufaktur, breites Sortiment an Läckerli und Schokoladeprodukten, diverse Variationen, mehrere eigene Filialen schweizweit, Marktführer;
- Jakob’s Basler Leckerly (eigentlich Karl Jakob Nachf. von J.J. Steiger sel. Erben AG), seit 1753 in Basel, ältester Hersteller, nach eigenen Angaben Produktion in Handarbeit, ausschliesslich Leckerly (in 4 Varianten) und Rahmdäfeli im Angebot, Leckerly dieses Herstellers sind etwa doppelt so dick wie Läckerli anderer Hersteller;
- Fresh Food & Beverage Group, seit 2016 in Gossau SG (unter dem Namen Feinste Leckerli), zuvor in Birsfelden BL (unter dem Namen Echte Basler Leckerli), für die Migros.[11][12]

## Varia
Im subkulturellen Sprachgebrauch werden die typisch rechteckigen Dosiseinheiten des LSD ebenso benannt. Dies ist ein Hinweis auf die Erfindung der Substanz durch den Chemiker Albert Hofmann in den Basler Labors der Sandoz im Jahre 1943.